# Възнесение Господне (Крушево)
„Свето Възнесение Господне/Христово“ или „Свети Спас“ (на македонска литературна норма: „Свето Вознесение“, „Свети Спас“) е възрожденски православен манастир край град Крушево, част от Крушевско-Демирхисарската епархия на Македонската православна църква – Охридска архиепископия. Издигнат е в 1826 година или в 1836 година. Намира се на 600 m надморска височина в гориста местност в подножието на Църн връх и е любимо излетно място за гражданите и туристите. Подписаната и датирана 1876 година престолна икона на Исус Христос е дело на видния възрожденски зограф Николай Михайлов.